# Bocabadat negre
El bocabadat negre (Helvella leucomelaena) és una espècie de fong ascomicot de l'ordre dels pezizals (Pezizales). És un bolet fràgil, freqüent a Catalunya i típic de les contrades mediterrànies.

## Descripció
Mesura d'1,5 a 3 cm d'alçada i té forma de calze, amb un peu curt a la base que s'endinsa parcialment en el sòl, i d'on surten uns plecs que s'enfilen lleugerament cap a la copa. La part interna de la cassoleta és de color gris a bru molt fosc, i l'externa va del gris al bru i presenta un tacte vellutat. La base és molt més clara i pot arribar a adquirir un to gairebé blanc. Aquest canvi de color de la part externa, del gris bru al blanc, és el que li dona el nom científic leucomelaena, que vol dir "blanquinegre". El marge de la cassoleta és una mica dentat. La carn, de consistència tenaç, no té cap olor ni sabor especials.
Vistes al microscopi, les espores són hialines, el·lipsoidals, llises, amb una vistosa gútula de lípids a l'interior, i mesuren 18-22,5 x 5-12,5 µm. Els ascs són cilíndrics i mesuren 280-340 x 14-19 µm. Les paràfisis són filiformes i tenen l'extrem engruixit, en forma de porra.

## Hàbitat i distribució geogràfica
Apareix des de l'hivern fins a la primavera (des del desembre fins al maig) als marges de les pinedes i a les vores dels camins entre 0 i 700 m d'altitud. Es troba a Europa (Espanya -Conca, Granada, Mallorca, Eivissa, el Parc Natural del Cadí-Moixeró, Madrid i Ourense-, França, la Gran Bretanya, Irlanda), Sud-amèrica i l'Amèrica del Nord (Califòrnia, Alaska, Ontario i les muntanyes Rocoses).

## Confusió amb altres espècies
És una de les espècies més menudes del seu gènere i té les costelles del peu menys desenvolupades que la resta d'espècies. Les que li són més properes són Helvella solitaria, la qual es distingeix perquè té el peu més clar i és d'un color més bru, i Helvella acetabulum, que és força més gran i, a més a més, es diferencia perquè té uns plecs que s'allarguen per la cara externa de la cassoleta.

## Observacions
És considerat comestible per alguns autors, tot i que, perquè desapareguin les toxines pròpies del seu gènere (com ara, la giromitrina), ha d'ésser cuinat força temps i rebutjar l'aigua de la cocció. Aquesta espècie és inclosa en l'Ordre SCO/190/2004, del 28 de gener, per la qual s'estableix la llista de plantes la venda al públic de les quals resta prohibida o restringida per raó de la seua toxicitat.